# Verdictul
Verdictul (denumire originală The Verdict) (1982) un film despre un avocat alcoolic care susține un proces din interes propriu și din întâmplare câștigă în instanță. În rolurile principale interpretează Paul Newman, Charlotte Rampling, Jack Warden, James Mason, Milo O'Shea, Lindsay Crouse și Bruce Willis.

## Actori
- Paul Newman este Frank Galvin
- Charlotte Rampling este Laura Fischer
- Jack Warden este Mickey Morrissey
- James Mason este Ed Concannon
- Milo O'Shea este Judecătorul Hoyle
- Lindsay Crouse este Kaitlin Costello
- Edward Binns este Episcopul Brophy
- Julie Bovasso este Maureen Rooney
- Roxanne Hart este Sally Doneghy
- James Handy este Kevin Doneghy
- Wesley Addy este Dr. Towler
- Joe Seneca este Dr. Thompson
- Lewis J. Stadlen este Dr. Gruber
- Kent Broadhurst este Joseph Alito
- Colin Stinton este Billy
- Tobin Bell este un observator din sala de judecată
- Bruce Willis este un observator din sala de judecată (necreditat)